# كهف خط الملكة الشرقي
كهف خط الملكة الشرقي (بالإنجليزية: East Queen's Line Cave)‏ هو كهف يقع ضمن أقاليم ما وراء البحار البريطانية في منطقة جبل طارق التابعة للتاج البريطاني.